# 嫩梅尼克卡拉
嫩梅尼克卡拉（Nenmenikkara），是印度喀拉拉邦Thrissur县的一个城镇。总人口17406（2001年）。

## 人口
该地2001年总人口17406人，其中男性8548人，女性8858人；0—6岁人口1895人，其中男981人，女914人；识字率82.51%，其中男性为85.00%，女性为80.11%。